# Xylethrus arawak
Xylethrus arawak is een spinnensoort in de taxonomische indeling van de wielwebspinnen (Araneidae).
Het dier behoort tot het geslacht Xylethrus. De wetenschappelijke naam van de soort werd voor het eerst geldig gepubliceerd in 1965 door Archer.